# گلن ماری
گلن ماری (انگلیسی: Glenn Murray؛ زادهٔ ۲۵ سپتامبر ۱۹۸۳) بازیکن فوتبال اهل انگلستان است.